# كاسا سي-295 بيرسوادير
كاسا سي-295 بيرسوادير (المقنع) (بالإنجليزية: CASA C-295 Persuader)‏ هي طائرة للدوريات البحرية، ذات محركين مروحيين توربينية. تم تطويره من قبل شركة إيداس كاسا (EADS CASA)، على أساس الطائرة إيادس كاسا سي-295. وقد حصلت على طائرات من سلاح الجو البرتغالي، والبحرية التشيلية، وسلاح الجو السلطاني العماني.

## التصميم

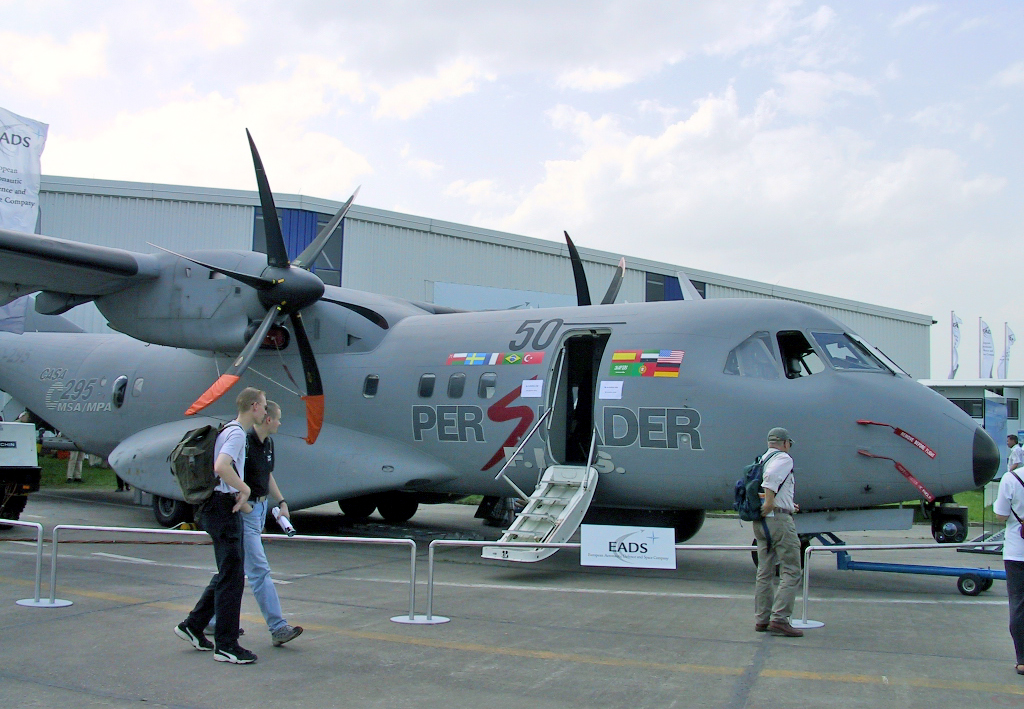
النموذج الأولي كاسا سي-295 بيرسوادير في (ILA) في عام 2002 معرض الفضاء الدولي (ILA)

## المتغيرات
كاسا سي-295 بيرسوادير لديها تسميات مختلفة اعتمادا على نوع المهام التي تؤديها.
- C-295 MSA / MPA (طائرة مراقبة للبحرية / طائرة الدوريات ).
- C-295 ASW / ASuW (حرب مضادة للغواصات / حرب مضادة للسطح ).

## المشغلين

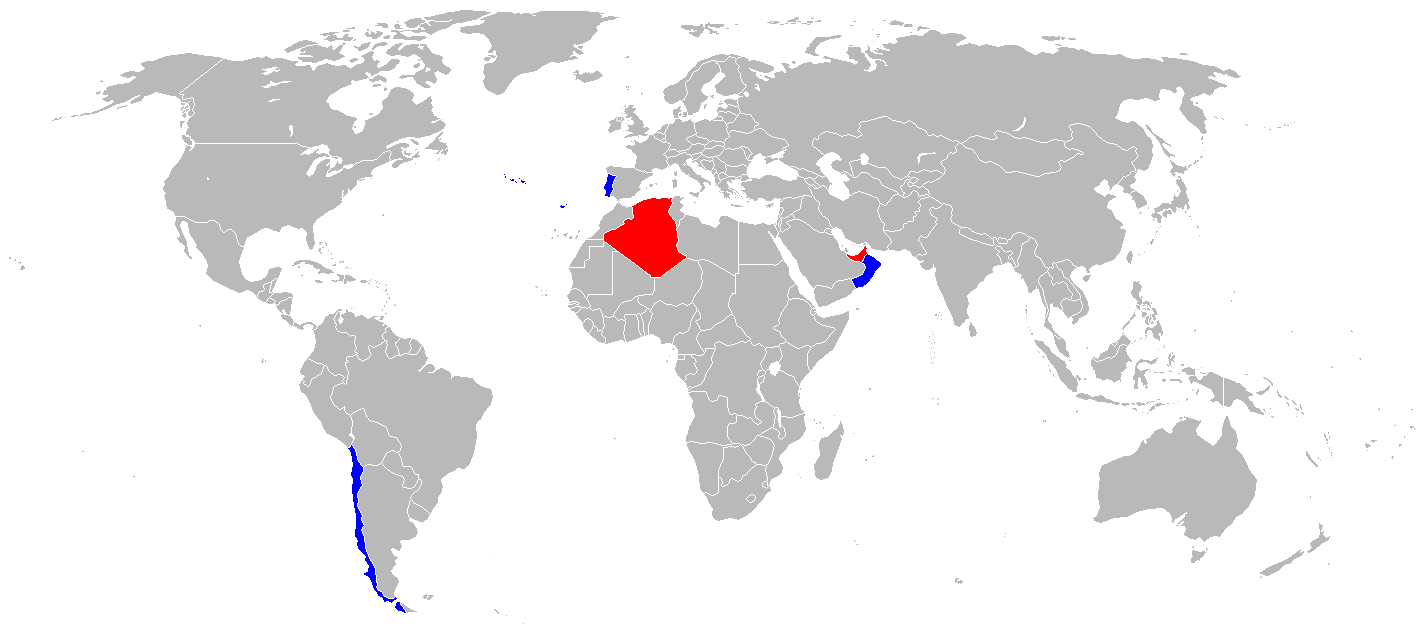
مشغلين كاسا سي-295 بيرسوادير

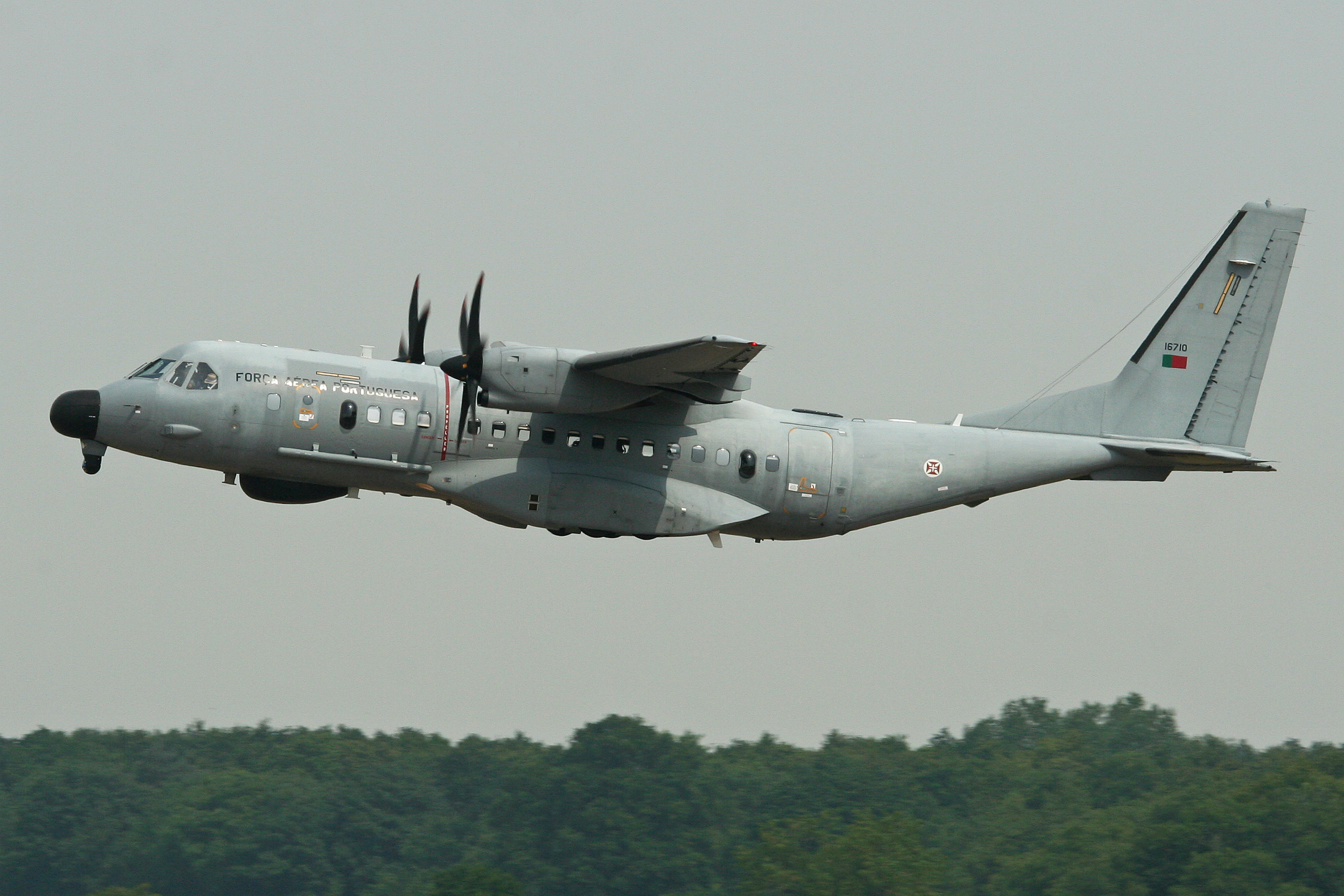
A Portuguese Air Force C-295MPA

.
 تشيلي
 عُمان
 البرتغال

## المواصفات
البيانات من إيرباص للدفاع والفضاء

### الخصائص العامة
- الطول: 24.5 متر (85 قدم 3 بوصة)
- الارتفاع: 8.65 متر (28 قدم 5 بوصة)
- طول الجناح: 25.81 متر (84 قدم 8 بوصة)
- مساحة الجناح : 59 متر² (634.8 رt²)
- الوزن محملة: 20,700 كغم (51,000 رطل)
- الوزن الأقصى للإقلاع : 23,200 كغم
- المحرك: 2 × محركات مروحية تربينية من صنع برات آند ويتني كندا نوع PW127G
  - الطاقة : 2,645 حصان لكل منهما.
- مراوح : 1 × هاملتون ستاندرد (568F-6) شفرات لكل محرك
- سعة خزان الوقود: 7,650 لتر